# 孟买—艾哈迈达巴德高速铁路
孟买-艾哈迈达巴德高速铁路（英語：Mumbai–Ahmedabad High Speed Rail Corridor, MAHSR）是在建的印度第一条高速铁路，串連印度金融中心孟买和古吉拉特邦第一大城市艾哈迈达巴德。
本线从2020年4月开建， 全长508.18km，其中苏拉特到比利莫拉的区间预计2026年8月通车，古吉拉特邦的其他路段预计2027年通车， 剩余路段则预计2028年通车。

## 历史

### 规划
在2009-2010年铁路预算中，印度计划开展6条高速铁路的可行性研究。其中一条高铁拟从浦那经孟买延伸至艾哈迈达巴德， 全长约650km。其预可行性研究由印度铁路技术及经济服务公司（RITES）、意大利国家铁路工程公司（Italferr）和赛思达的联合体完成。该高铁最高时速预计为350km/h， 拟在孟买-浦那之间的洛纳瓦拉和孟买-艾哈迈达巴德之间的苏拉特、珀鲁杰和瓦多达拉设站，孟买和艾哈迈达巴德之间拟开行32对列车。铁路部门还提议将高铁延伸至班加罗尔。
2013年2月14日，印度铁道部与法国国家铁路公司(SNCF)在新德里签署了一份谅解备忘录，以便在铁路领域开展技术合作。双方同意联合开展孟买-艾哈迈达巴德高速铁路的“运营和开发”可行性研究。该研究由法国国家铁路公司资助，并得到法国财政部的支持。
2013年3月，由于经过西高止山脉将导致预算增加，印度铁道部决定取消孟买-浦那段。西部铁路区公关总监Vidyadhar A. Malegaonkar表示：“这是西部铁路的一个项目，只覆盖了马哈拉施特拉邦的一小部分地区。邦政府对该项目兴趣不大，也不愿意承担财政负担。因此铁道部决定不将浦那-孟买段纳入高速铁路走廊。”
2013年5月29日，时任印度总理曼莫汉·辛格和日本首相安倍晋三发表联合声明，表示双方将共同出资对孟买-艾哈迈达巴德高铁线路进行联合可行性研究。
2013年9月，印度和日本在新德里签署了谅解备忘录，对孟买-艾哈迈达巴德线路进行联合可行性研究。 联合研究的目标是编制300至350km/h高速铁路系统的可行性报告。研究费5亿日元由印度和日本平等承担。可行性研究计划用时18个月，包含交通预测和定线调查，并对各高速铁路技术和系统进行比较。日本国际协力机构（JICA) 和法国国家铁路公司（SNCF）对该项目进行了研究。JICA研究了技术、路线和交通相关方面，而SNCF则负责业务预测。

### 前期工作
2014年5月，印度总理纳伦德拉·莫迪在会见印度高速铁路公司董事长时批准了该项目。
2015年7月，印度铁路技术及经济服务公司（RITES）、意大利国家铁路工程公司（Italferr）和赛思达对该项目进行了可行性研究。
2015年7月20日，日印联合勘测小组建议在孟买-艾哈迈达巴德线采用新干线系统，包括运用列车自动控制系统（ATC）和专用轨道。在日本国际协力机构（JICA) 的报告建议中，63.3%的线路为路基段，28.3%的线路为高架段，5.8%的线路修建为地下段，2.2%的线路为桥梁。
根据印度国家转型委员会（NITI Aayog）的建议，铁道部宣布该线路将采用新干线技术，并通过技术转让来支持“印度制造”战略。日本还将提供员工培训。
2016年1月，铁道部加快了该项目的进度，成立了国家高速铁路有限公司（National High-Speed Rail Corporation Limited, NHSRCL），负责建设和运营该高铁。该公司计划最终成为由马哈拉施特拉邦和古吉拉特邦政府参股的合资企业。
2016年12月，铁道部、国家高速铁路公司和JICA签署了实施该项目的三方咨询协议。日本国际交通咨询公司 (JIC)、日本工营和东方顾问全球有限公司（OC Global）的合资公司被任命为该项目的总顾问，  并为该项目编制了设计文件、招标文件以及技术标准和规范。
2017年3月15日，铁道部长Rajen Gohain向议会通报，根据新计划，除拟建地下段外，整条线路采用高架化建造。

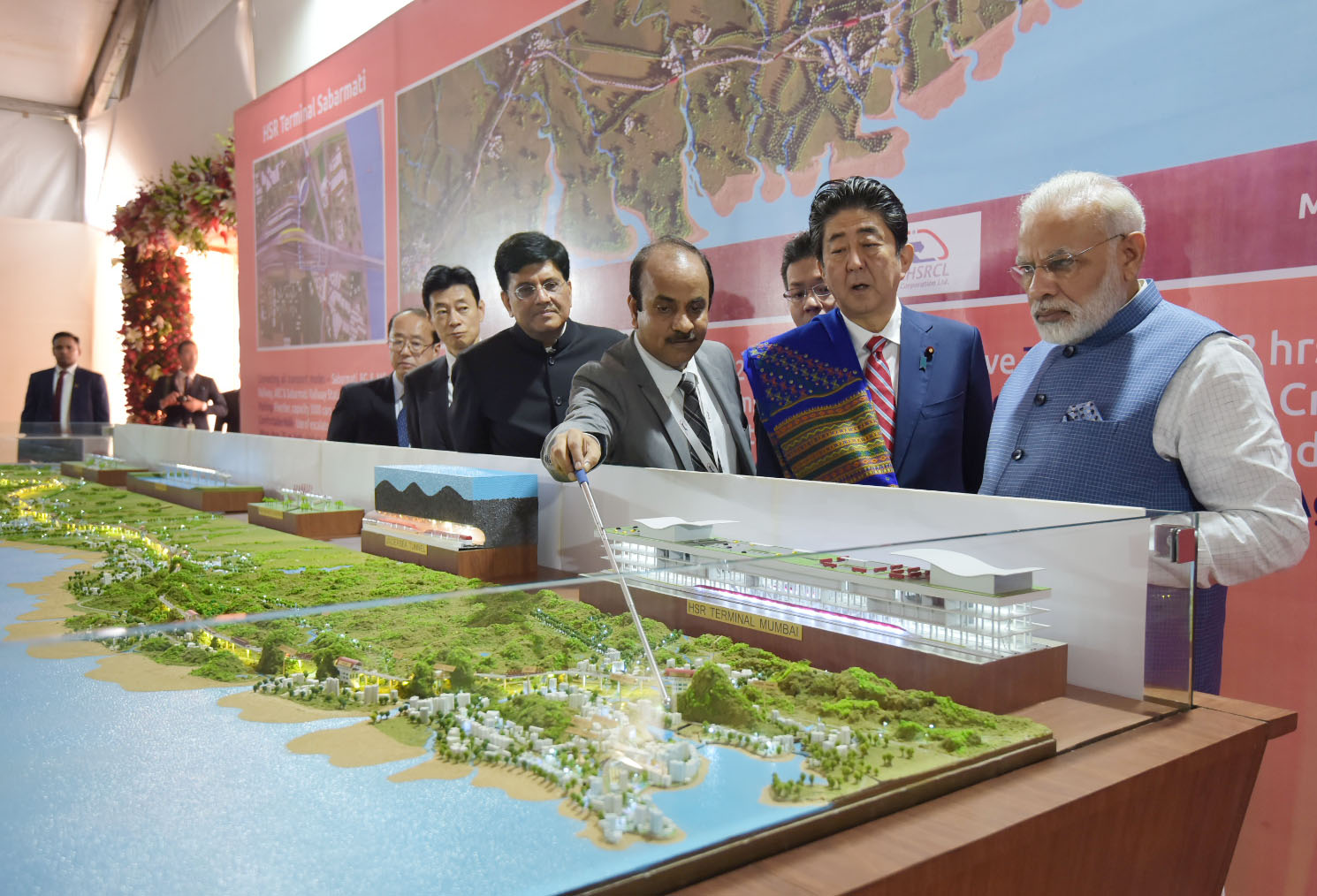
纳伦德拉·莫迪和安倍晋三在艾哈迈达巴德出席孟买-艾哈迈达巴德高铁项目动工仪式。

2017年9月，时任日本首相安倍晋三和印度总理纳伦德拉·莫迪在艾哈迈达巴德出席了孟买-艾哈迈达巴德高铁项目动工仪式。该项目计划运用新干线E5系电力动车组，最高运行速度为320km/h，平均旅速为260km/h。
2019年1月，该项目获得印度国家野生生物委员会（NBWL）的批准，可以在野生生物保护区内及周边进行施工。NBWL要求在开始施工前为动物开辟安全通道，并设立隔音屏障和围栏，以防止施工期间对野生动物造成干扰。
2019年3月18日，印度环境与森林部沿海管制区（CRZ）项目专家评估委员会有条件批准该项目砍伐13.36公顷区域范围内的的53,467棵红树。环境与森林部要求印度高速铁路公司获得孟买高等法院的批准，以及达哈努塔卢卡环境保护局的批准。印度高速铁路公司还被要求，研究列车振动对塔纳湾火烈鸟保护区内的鸟类和泥滩的影响。2019年4月8日，印度高速铁路公司向孟买高等法院提交申请。2019年6月，印度高速铁路公司宣布已修改了塔那高铁站的设计，避开21,000棵红树，只有32,044棵红树受到该项目的影响。

### 资金
该项目预计耗资11,000亿卢比 (170.83亿美元)，其中包括24组列车的购车费、建设期间的利息和进口关税。 JICA于2017年同意以50年期1.5万亿日元贷款的形式为该项目提供资金，占总成本的81%，约8,808.7亿卢比 (136.8亿美元)，该贷款利率为 0.1%，可延长还款期限15年， 剩余资金将由马哈拉施特拉邦和古吉拉特邦政府承担。
高铁的大部分区间将建在高架桥上，避免征地和修建涵洞，同时消除平交道口以提高安全性。 增加高架化区间的决定使该项目的成本又增加了1,000亿卢比 (15.53亿美元)。
铁道部长Piyush Goyal向议会表示，截至2019年6月，该项目已花费3,226.8亿卢比 (50.11亿美元)。
到2022年7月，发生的支出已增至2,844.2亿卢比 (44.17亿美元)，分析表明，由于2019冠状病毒病疫情和土地征用问题，该项目的成本将增加48%，达到16,000亿卢比 (248.48亿美元)。

### 建造
| 工序 | 进度 | 进度 | 进度 | 进度 | 进度 | 进度 | 进度  |
| 工序 | 2018 | 2019 | 2020 | 2021 | 2022 | 2023 | 2024* |
| ---- | ---- | ---- | ---- | ---- | ---- | ---- | ----- |
| 征地 | 1.4% | 45%  | 64%  | 78%  | 99%  | 99%  | 100%  |
| 桩基 | 0%   | 0%   | 0%   | 2.5% | 36%  | 74%  | 74%   |
| 桥墩 | 0%   | 0%   | 0%   | 2.5% | 25%  | 57%  | 68%   |
| 架梁 | 0%   | 0%   | 0%   | 0%   | 3.4% | 24%  | 39%   |
| 轨道 | 0%   | 0%   | 0%   | 0%   | 0%   | 0%   | 0%    |

## 线路车站

### 车站列表
- 车站名称、里程、构造为可行性研究数据，[46]以开通运营为准。
- 里程為孟买站起計的累計距離。

| 中文站名                              | 英文站名 | 里程（km） | 停車站 | 接續路線                                            | 所在地         | 所在地         |
| ------------------------------------- | -------- | ---------- | ------ | --------------------------------------------------- | -------------- | -------------- |
| 孟买                                  |          | 0          | 全     | 孟买地铁： 2号线                                    | 马哈拉施特拉邦 | 孟买郊区县     |
| 塔那                                  |          | 27.95      |        |                                                     | 马哈拉施特拉邦 | 塔纳县         |
| 维拉尔                                |          | 65.17      |        |                                                     | 马哈拉施特拉邦 | 帕尔加尔县     |
| 博伊萨尔                              |          | 104.26     |        |                                                     | 马哈拉施特拉邦 | 帕尔加尔县     |
| 瓦比                                  |          | 167.94     |        |                                                     | 古吉拉特邦     | 沃尔萨德县     |
| 比利莫拉                              |          | 216.58     |        |                                                     | 古吉拉特邦     | 瑙萨里县       |
| 苏拉特                                |          | 264.58     | 全     |                                                     | 古吉拉特邦     | 苏拉特县       |
| 珀鲁杰                                |          | 323.11     |        |                                                     | 古吉拉特邦     | 珀鲁杰县       |
| 瓦多达拉                              |          | 397.06     | 全     | 印度铁路：瓦多达拉枢纽站                            | 古吉拉特邦     | 瓦多达拉县     |
| 阿嫩德/讷迪亚德                       |          | 447.38     |        |                                                     | 古吉拉特邦     | 科达县         |
| 艾哈迈达巴德                          |          | 500.19     | 全     | 印度铁路：艾哈迈达巴德枢纽站 艾哈迈达巴德地铁：蓝线 | 古吉拉特邦     | 艾哈迈达巴德县 |
| 萨巴尔马蒂                            |          | 505.75     | 全     | 印度铁路：萨巴尔马蒂枢纽站 艾哈迈达巴德地铁：红线   | 古吉拉特邦     | 艾哈迈达巴德县 |
| - 停車站…全：所有列車均會停車（计划） |          |            |        |                                                     |                |                |

### 各站構造
| 配線分類 | 2月台4到發線                                      | 2月台2到發線+通過線                      | 2月台3到發線+通過線 |
| 構內圖   |                                                   |                                          |                     |
| 採用站   | 塔那、苏拉特、瓦多达拉、 艾哈迈达巴德、萨巴尔马蒂 | 维拉尔、瓦比、比利莫拉、 阿嫩德/讷迪亚德 | 博伊萨尔、珀鲁杰    |

| 配線分類 | 3月台6到發線 |
| 構內圖   |              |
| 採用站   | 孟买         |

## 使用車輛
初期计划采购24组E5系新干线列车在该线路上运行，其中6列将在印度组装。 这些列车经过改装，使用特殊的冷却系统和空调，以适应印度超过50摄氏度的高温天气。空调、鼓风机和其他重要设备上还将安装细网除尘过滤器，以防止灰尘进入。另外，每列车的最后一节车厢中将移除几个座位，用于提供存放托运大件行李的额外空间。
列车车厢预计分为商务（Business class，每排2+2坐席）和标准（Standard class，每排2+3坐席）两种。可行性研究中还提出一种便利型（Convenience class，每排3+3坐席）。
列车编组初期为10辆，后期逐步改为16辆。每列车席位为750座（1商务+9标准共10辆编组）至1,250座（2商务+14标准共16辆编组）。若全列采用便利型车厢，则席位可达920座（10辆编组）至1580座（16辆编组）。列车将配备多功能室，内设可折叠床，方便产妇和病人进食，多功能室内还配备镜子和行李架。

## 營運模式
可行性研究中，计划設各停、快速二種列車，此外备有一种廉价列车的方案。全天将开行35对列车，高峰每小时3对，平峰每小时2对。
快速列车（Rapid train）
中途只停苏拉特、瓦多达拉、艾哈迈达巴德站，全程用时2小时7分。初期高峰每小时1.5对，平峰每小时1对。
各停列车（Each stop train）
各站停车，全程用时2小时58分。初期高峰每小时1.5对，平峰每小时1对。
廉价列车（Low fare train）
各站停车，全程用时2小时58分。全列便利型车厢（每排3+3坐席），仅在平峰开行，占用1班各停列车运行图，每4小时1对。
| 详细运营计划               | 第1年  | 第10年   | 第20年 | 第30年 |
| -------------------------- | ------ | -------- | ------ | ------ |
| 列车编组（辆）             | 10     | 10/16    | 16     | 16     |
| 运营列车数量               | 24     | 24+11    | 44     | 71     |
| 运营班次 (单向/每日)       | 35     | 51       | 64     | 105    |
| 坐席数量（每列车）         | 750    | 750/1250 | 1250   | 1250   |
| 输送能力 (单向/每日)       | 17,900 | 31,700   | 56,800 | 92,900 |
| 高峰每小时班次 (单向/每日) | 3      | 4        | 6      | 8      |
| 平峰每小时班次 (单向/每日) | 2      | 3        | 3      | 6      |

项目报告提议，高铁票价为孟买-艾哈迈达巴德间既有Duronto特快列车头等舱空调车票的1.5倍。 2019年9月，印度高速铁路公司表示，孟买-艾哈迈达巴德高铁全程票价预计为3,000卢比（36美元），最低票价为250卢比（3美元）。

## 外部連結
- （英文）NATIONAL HIGH SPEED RAIL CORPORATION LIMITED （页面存档备份，存于）